# Frelinghien
Frelinghien (Nederlands: Ferlingen) is een Franse gemeente in het Noorderdepartement (Frans: département du Nord) (regio Hauts-de-France). De gemeente telt op 1 januari 2022 2.617 inwoners en maakt deel uit van het arrondissement Rijsel. De gemeente ligt aan de Leie, die er de grens met België vormt.
Het dorp had in een ver verleden een meer Vlaamsklinkende naam; in de 11e eeuw werd Ferlingehem geschreven.

## Geografie
De oppervlakte van Frelinghien bedroeg op 1 januari 2022 11,27 vierkante kilometer; de bevolkingsdichtheid was toen 232,2 inwoners per km².. Frelinghien ligt op de rechteroever van de Leie, die hier de grensrivier met België vormt.

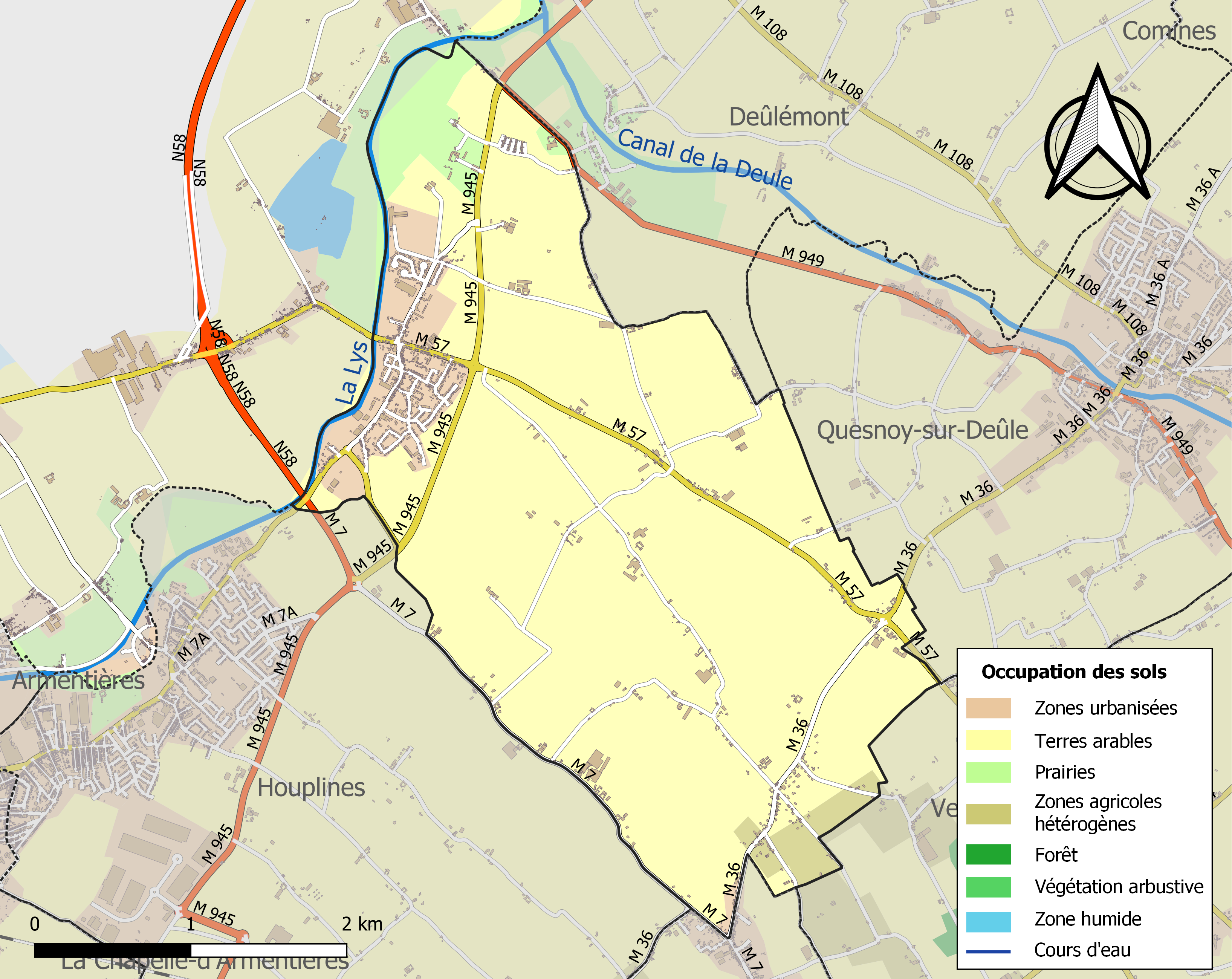
Kaart van de gemeente met belangrijkste infrastructuur, bodemgebruik en omliggende gemeenten

## Geschiedenis
Frelinghien werd voor het eerst vermeld in 1066 als villa Fredlenchehem, een samenstelling van een persoonsnaam en -heem.
In de middeleeuwen was Frelinghien een doorgangsplaats voor de handelsgoederen tussen Ieper en Rijsel. Het betrof onder meer lakense stoffen, linnen en kruiden. Na diverse oorlogen tussen Frankrijk en de Spaanse Nederlanden kwam Frelinghien pas in 1713 definitief aan Frankrijk. In 1792 lagen de Oostenrijkers in Waasten, terwijl de nationale garde van Frelinghien gelegerd was in een door Vauban gebouwd fort te Pont Rouge. De Oostenrijkers werden gedwongen zich over de Leie terug te trekken en tevens kon een konvooi schepen, dat voedsel bracht voor het Franse leger, door de nationale garde worden begeleid. In 1909 werd op deze plaats een groots muzikaal en militair festival georganiseerd. 
In 1914 kwam de frontlinie door Frelinghien te lopen. Hier ter plaatse was ook sprake van de Kerstbestanden van 1914. Tijdens de Eerste Wereldoorlog werd het dorp geheel verwoest.

## Bezienswaardigheden
- De Sint-Amandskerk (Eglise Saint-Amand) werd verwoest tijdens de Eerste Wereldoorlog en heropgebouwd van 1923-1925.
- Op de Begraafplaats van Frelinghien bevinden zich zes Britse oorlogsgraven van gesneuvelden uit de Tweede Wereldoorlog.
- Militaire observatiepost uit de Eerste Wereldoorlog, genaamd À la Hutte, te Funquereau.

## Demografie
Onderstaande figuur toont het verloop van het inwonertal (bron: INSEE-tellingen).

## Nabijgelegen kernen
Le Bizet, Houplines, Verlinghem, Deûlémont